# Campylobacter jejuni
Campylobacter jejuni é uma espécie de bactéria espiralado gram-negativo, com dois flagelos em extremidades opostas (polares), microaerófilo e que causa diarreia em mamíferos e aves. São transmitidos a outros animais (inclusive humanos) pelo consumo de carne mal cozida e laticínios não pasteurizados ou em água infectada com fezes de animais. São uma das causas mais comuns de disenteria em todo o mundo.

## Cultivo
Pode ser detectada em uma coprocultura (exame de fezes). Cresce melhor em composição de 5% de oxigênio, 10% de dióxido de carbono e 85% de nitrogênio. Catalase positiva, oxidase positiva, redução de nitratos positiva, motilidade positiva, consumo de glucose negativa, crescem melhor a 41oC (temperatura do intestino de vários animais). 

## Patologia
Os sintomas começam após dois a quatro dias de incubação e geralmente duram entre cinco a dez dias. Podem incluir :
- Dor abdominal cólica
- Febre
- Náuseas e vômitos
- Diarreia aquosa, às vezes com sangue

É pior em crianças pequenas, pois pode causar desidratação fatal.

### Complicações
Menos de 1% dos casos tem complicação, mas como afeta milhões de pessoas todos os anos, ainda se detectam centenas de complicações todos os anos, principalmente em bebês, imunodeprimidos e idosos:  
- Bacteremia (bactérias no sangue),
- Hepatite e pancreatite (infecções do fígado e pâncreas, respectivamente),
- Aborto,
- Artrite reativa (inflamação dolorosa das articulações que podem durar vários meses),
- Síndrome de Guillain-Barre, uma forma grave de paralisia semelhante pode causar respiratória e disfunção neurológica e até mesmo a morte. É a principal causa dessa síndrome no mundo, respondendo por 40% dos casos.

## Epidemiologia
O CDC estima que nos EUA ocorram mais de um milhão de casos por ano, 14 por cada 100.000 habitantes, com 76 deles resultando em morte. Em países com menos saneamento básico, que consomem mais carne mal passada ou que tem pior controle das carnes e leites provavelmente é muito mais comum.

## Prevenção
Medidas preventivas incluem:
- Cozinhar bem todas as carnes, especialmente de aves
- Pasteurizar todos laticínios
- Tratamento de água e esgoto
- Limpeza adequada da cozinha

## Tratamento
A maior parte dos casos melhora apenas com beber muita água e repouso. Complicações podem ser tratadas com antibióticos do tipo fluoroquinolona como ciprofloxacino, macrolídeos como eritromicina ou  tetraciclinas como doxiciclina (tetraciclinas apenas em maiores de 8 anos e nunca em grávidas). São naturalmente resistentes a penicilinas e a resistência a fluoroquinolonas está cada vez mais comum. Recomenda-se um antibiograma quando macrolídios e tetraciclinas são contraindicados. .